# مالك بن دلهم
مالك بن دلهم الكلبي  والي مصر أثناء الخلافة العباسية، تولى مصر بعد عزل الحسين بن جميل في 12 ربيع الأول سنة 192 هـ حتى 4 صفر سنة 193 هـ.

## ولايته على مصر
ولاه هارون الرشيد مصر، عَلَى صَلاتها وخَراجها، قدِمها يوم الخميس 23 ربيع الآخر سنة 192 هــ فجعل عَلَى شُرَطه محمد بْن يَزيد بْن آدم الأوْديّ من أهل حِمْص، وانتهى يحيى بن معاذ بن مسلم ببسط السيطرة على الحوف الشرقي، بعد اندلاع التمرد في عهد الحسين بن جميل، وسكن في الفسطاط، فدخلها في 20 جمادى الآخرة، فنزل دار أَبِي عَون ومعه أَبُو النَّدى، وابن عابس، وغيرهما من أصحابهما. وورد كتاب الرشيد عَلَى يحيى بْن مُعاذ يأمره بالخروج إِلَيْهِ، فكتب إلى سكان الحوف يطلب منهم طاعة مالك وأداء الخراج، وحضر رؤساء اليمناية وقيس عيلان إلى الاجتماع، لكن ذلك كان فخًا من يحيى، حيث قبض عليهم وقيدهم بالسلاسل وأرسلهم إلى الخليفة. وتوجَّه بهم في 15 رجب سنة 192 هـ، فولِيَها مالك بْن دَلْهم إلى يوم الأحد 4 صفر سنة 193 هـ. وعُزل مالك واستُبدل بالحسن بن التختاخ.